# Turdine
Die Turdine ist ein Fluss in Frankreich, der im Département Rhône in der Region Auvergne-Rhône-Alpes verläuft. Er entspringt im Gemeindegebiet von Joux, entwässert generell Richtung Südost und mündet nach rund 29 Kilometern bei L’Arbresle als linker Nebenfluss in die Brévenne.

## Orte am Fluss
- Joux
- Tarare
- Pontcharra-sur-Turdine
- Bully
- L’Arbresle